# Dexbach
Dexbach is een plaats in de Duitse gemeente Biedenkopf, deelstaat Hessen, en telt 335 inwoners.